# Vicky, o Viking
Vic le Vicking ou Vic the Viking (Vicky, o Viking (título em Portugal) ) é uma série de desenho animado 3D franco-australiana produzida pelo Studio 100 Animation. Estreou nos canais australianos Network Ten em 6 de julho de 2013, e mais tarde, no canal Eleven em 9 de novembro de 2013.
Em Portugal a série estreou na Nickelodeon no dia 8 de julho de 2013. Mais tarde, a série também estreou no Zig Zag da RTP2, no dia 14 de setembro de 2015. Depois, estreou no Canal Panda no dia 3 de setembro de 2016.  A editora Pris, em setembro de 2015, lançou 2 DVDs com os primeiros 12 episódios.
A série foi baseada no anime Vickie, o Viking lançado em 1974.

## Sinopse
Talvez uma das séries mais recordadas pelos adultos, Vicky, o Viking regressa ao ecrã numa versão completamente renovada para nos entreter com as aventuras deste rapaz, que, condicionado por uma pele delicada, desenvolveu uma brilhante inteligência que será a sua grande arma na hora de enfrentar um sem fim de problemas, enredos e situações divertidas. Uma série que realça valores positivos como a amizade, o valor e a astúcia. Nas novas aventuras acompanharemos Halvar e os seus homens nas suas explorações pelos mares do norte em busca de novos tesouros. Os viquingues aprovam o comércio, mas o saque e a pilhagem também fazem parte do seu trabalho. Ainda bem que o Vicky nunca se esquece de lembrá-los de que se levam alguma coisa, têm de deixar outra em troca. Apesar disso, se há alguém que não tem nenhum escrúpulo quando se trata de pilhar, esse alguém é o Sven, o Terrível, um pirata rude que juntamente com os seus homens arrasa tudo aquilo com que se depara. Nas viagens que o Vicky faz com o seu pai e o resto dos homens da aldeia, encontra-se com personagens como o terrível Sven, inimigo declarado de Halvar. Além disso, Sven e os seus acólitos não temem ninguém e estão dispostos a enfrentar quem quer que seja que se ponha no seu caminho. No entanto, o pequeno Vicky encontra sempre uma solução para os problemas, demonstrando que a inteligência supera a força. A sua família, apesar da sua aparência, está muito menos preparada para a batalha do que os piratas, e só a perspicácia do pequeno Vicky é que os poderá deter. Será que Vicky e os seus amigos vão conseguir travar o avanço dos piratas?

## Personagens
Os personagens principais são Vicky, um jovem frágil, mas engenhoso; um valente viquingue, o seu pai Halvar, um guerreiro campeão e o chefe da aldeia de Flake, onde também tem os personagens Urobe, os klutzes sempre brigando Tjure e Snorre, o gigante Flaxe e o bardo Ulme; também tem a mãe de Vicky, a Ylva, o ouriço Gilby, que tem ciúmes de Vicky, e a namorada de Vicky, a Ylvi. O antagonista principal é Sven, o Terrível.